# 14322 Shakura
14322 Shakura è un asteroide della fascia principale. Scoperto nel 1978, presenta un'orbita caratterizzata da un semiasse maggiore pari a 2,2345236 UA e da un'eccentricità di 0,1367455, inclinata di 7,82718° rispetto all'eclittica.
L'asteroide è dedicato all'astrofisico russo Nikolai Ivanovich Shakura.